# Mary Parker Follett
Mary Parker Follett (3 septembrie 1868 – 18 decembrie 1933) a fost o autoare americană în domeniul managementului, unul dintre fondatorii perspectivei comportamentale. A lucrat în servicii sociale, devenind apoi consultant în management și ajungând un pionier în domeniile teoriei organizației și comportamentului organizațional. A publicat câteva cărți și numeroase eseuri, articole și discursuri cu privire la democrație, relațiile umane, filosofie politică, psihologie, comportament organizațional și rezolvarea conflictelor. Mary Parker Follett a fost una dintre cele două femei cu contribuții majore la dezvoltarea teoriei manageriale clasice (cealaltă fiind Lillian Gilbreth).

## Biografie
Follett s-a născut și a trăit o lungă perioadă în Massachusetts. În septembrie 1885 s-a înrolat în Societatea de Încurajare a Învățământului la Domiciliu (engleză: Anna Ticknor's Society to Encourage Studies at Home). A studiat științe economice, drept și filosofie la Radcliffe College (astăzi face parte din Universitatea Harvard), absolvind în 1898. După 25 de ani de colaborare cu școli și organizații non-profit, a început să conferențieze și să scrie despre management, precum și să efectueze servicii de consultanță pentru oamenii de afaceri și pentru guverne, în SUA și Europa. A fost una dintre primele femei invitate să conferențieze la London School of Economics, unde a vorbit despre subiecte de management de ultimă oră pentru vremea respectivă. Deși nu a avut o receptivitate foarte mare în lumea științifică de atunci, s-a bucurat de popularitate în lumea de afaceri. La moartea ei, în 1933, a fost elogiată ca „una dintre cele mai importante femei pe care le-a produs până acum America în civism și sociologie”, fiind numită „profet al managementului”.

## Contribuții la teoria managerială
Follett a lucrat și a scris în timpul epocii Managementului Științific, însă a fost preocupată de problematica grupului în management și prin ideile ei a anticipat perspectiva comportamentală. S-a argumentat că, prin contribuțiile sale la dezvoltarea științei manageriale, Mary Parker Follett rivalizează cu „giganți” precum Taylor sau Fayol.

### Importanța grupului
Spre deosebire de reprezentanții perspectivei clasice, Follett a sesizat și subliniat importanța grupurilor în organizații, arătând că indivizii sunt încontinuu sub influența grupurilor din care fac parte. A afirmat că grupurile au capacitatea de a exercita control asupra lor înșile și asupra activităților proprii, idee reluată astăzi sub forma echipelor auto-conduse din SUA (de exemplu, în uzinele Saturn din cadrul General Motors majoritatea activităților sunt realizate de către echipe care nu au șefi). A afirmat că organizațiile trebuie să se bazeze pe etica grupului.

### Distribuirea puterii
O altă idee anticipativă a lui Follett a fost că organizațiile ar trebui să opereze pe principiul „putere (împreună) cu” (engleză: power with), nu „putere asupra” (engleză: power over), adică puterea în cadrul organizației să nu aibă un caracter ierarhic și coercitiv, ci co-activ, manifestându-se ca o colaborare între manageri și non-manageri. Pentru acest deziderat, conflictele ar trebui soluționate prin „integrare”, Follett înțelegând prin aceasta căutarea unei soluții care să satisfacă ambele părți și subliniind că integrarea trebuie să includă inovarea. Metodele moderne de rezolvare a conflictelor se bazează pe ideile ei. De asemenea, a arătat că deciziile cele mai bune sunt luate de oamenii aflați cel mai aproape de situația decizională.

### Coordonarea
În opinia lui Follett, cheia unui management eficace este coordonarea, bazată pe principiile următoare:
1. Coordonarea necesită ca oamenii să fie în contact direct unul cu altul.
2. Coordonarea este esențială în primele faze ale oricărui demers.
3. Coordonarea trebuie să vizeze toți factorii și toate fazele oricărui demers.
4. Coordonarea este un proces continuu, dinamic.

Follett a subliniat rolul unității integrative (engleză: integrative unity) – organizația să aibă funcționalitate ca întreg, iar diferitele ei componente să acționeze împreună, eficace, pentru atingerea scopurilor organizaționale. Prin această perspectivă, Follett a anticipat teoria sistemelor, din cadrul perspectivelor manageriale contemporane. De asemenea, Follett a promovat ideea organizării companiilor în echipe multi-funcționale, în care membri ai unor compartimente diferite să lucreze împreună în cadrul unor proiecte comune. Această idee a stat la baza realizării structurii organizatorice matriceale.

## Lucrări reprezentative
Printre cele mai importante lucrări ale lui Follett se numără cărțile următoare:
- The Speaker of the House of Representatives (1896) (română: Președintele Camerei Reprezentanților));
- The new state: Group organization, the solution of popular government (1918) (română: Statul nou. Managementul colectiv, soluția pentru un guvern popular);
- Creative experience (1924) (română: Experiența creativă);
- The giving of orders (1926) (română: Darea de comenzi);
- Dynamic administration: The collected papers of Mary Parker Follett (1942) (română: Administrarea dinamică. Colecția de articole ale lui Mary Parker Follett; este o colecție de discursuri și articole scurte, publicată postum).

Notă: în paranteză sunt simple traduceri ale titlurilor din engleză, nu titluri ale unor eventuale ediții românești.